# Kangamba (película)
Kangamba es una película bélica cubana de 2008 dirigida por Rogelio París y producida por el Instituto Cubano del Arte e Industria Cinematográficos (ICAIC). Entre el reparto cuenta con Armando Tomey, Linnett Hernández y Samuel Clatxon, entre otros. Basada en los hechos reales acontecidos en la Batalla de Cangamba, en 1983, en la provincia de Moxico, Angola. 

## Sinopsis
La película tiene lugar en el pueblo sureño de Cangamba, Angola, en agosto de 1983, en el marco de la guerra civil angoleña. Tropas de la Unión Nacional para la Independencia Total de Angola (UNITA), entrenadas por las fuerzas armadas sudafricanas, lanzan una ofensiva contra la pequeña localidad, en manos del Movimiento Popular de Liberación de Angola (MPLA) con apoyo de los combatientes internacionalistas cubanos. 
Tras una semana de combates, donde se ve afectada la población civil, las tropas defensoras consiguen la victoria, pero a un alto precio. Cuenta la historia de como loscCubanos vivieron la guerra de Angola. La película nos lleva a Agosto del año 1983 a la localidad de Sumbe que fue atacada por un gran número de militares de la UNITA (Unión Nacional para la Independencia de Angola) que se encontraron con mujeres y combatientes civiles que resistían con todos sus esfuerzos para poder defender la plaza. El objetivo que tenían era proclamar la “república” desde Luena (capital de la provincia de Moxico) que era reconocida por los racistas sudafricanos. El objetivo fue impedido por la resistencia que llevaron a cabo los cubanos y angolanos, la unión de ambos se ve reflejado en el romance que tienen un capitán y una mujer de la localidad de Sumbe, entre otras situaciones ya que estaban al límite al no tener prácticamente agua, medicinas y alimentos..

## Valoración histórica
La película históricamente, ofrece una gran oportunidad de conocer los hechos ocurridos en el conflicto militar, ya que refleja con mucha fidelidad lo que sucedió en aquellos días de conflicto bélico. La película explica la historia de la Guerra civil en su contexto, plasma de manera correcta todas las situaciones vividas entre ambos bandos, sobre todo en los momentos que debían enfrentarse en las trincheras.
La película pretende conocer la historia de Cuba y demostrar la gran labor llevada a cabo en las duras condiciones, por parte de todos los militares. El protagonista de la película pertenece a los combatientes internacionalistas cubanos que luchan junto la MPLA.
La película no cuenta como quedó de devastada Angola y como sus ciudadanos se quedaron en la miseria por culpa de los numeroso conflictos, además del sufrimiento vivido en el momento.

## Reparto
- Armando Tomey Díaz
- Rafael Lahera
- Linnett Hernández
- Samuel Claxton
- Alexis Díaz de Villegas
- Herón Vega
- Jorge Enrique Caballero
- Julio Quesada
- Renny Arozarena
- Rafael Lahera

## Producción
Fue filmada por el Instituto Cubano del Arte e Industria Cinematográficos (ICAIC) con apoyo del Ministerio de las Fuerzas Armadas Revolucionarias (MINFAR). Se usó como escenario las llanuras del norte de Camagüey, con el fin de representar el sudeste angolano. Pertenece al ciclo de películas bélicas con nombres de localidades angoleñas, como Sumbe (película de 2011 dirigida por Eduardo Moya), y Cuito Cuanavale (en producción), basada en la batalla homónima.

## Premios
| Año  | Premio                 | Categoría                 | Nominado(a)             | Resultado | Ref.  |
| ---- | ---------------------- | ------------------------- | ----------------------- | --------- | ----- |
| 2008 | Premio Adolfo Llauradó | Mejor actuación masculina | Jorge Enrique Caballero | Ganador   | [ 1 ] |